# Bomba Estéreo

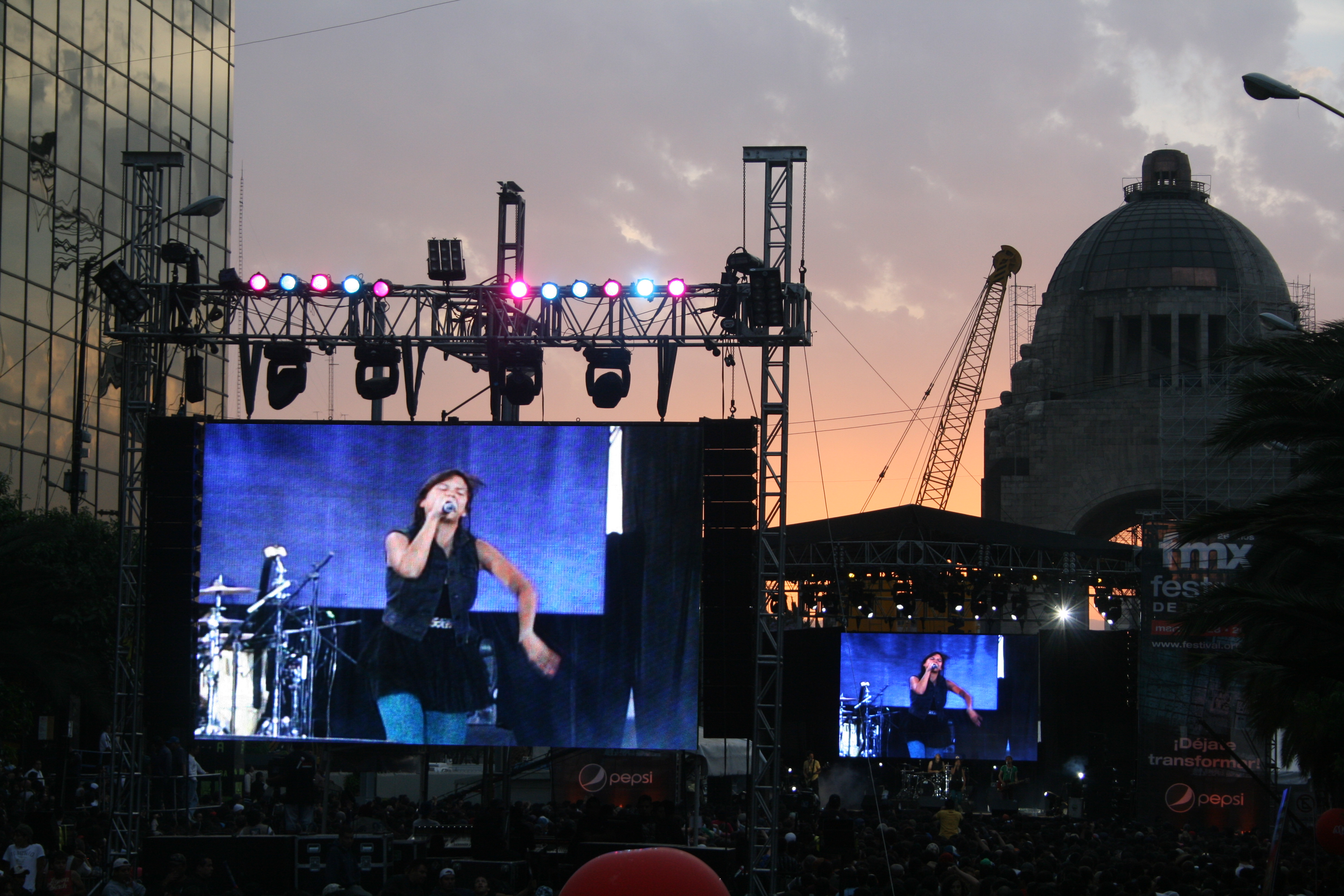
Bomba Estéreo bij een optreden in Mexico-Stad

Bomba Estéreo is een Colombiaanse band die elektronische muziek mengt met rock, reggae en rap samen met Colombiaanse muziekstijlen van de Caribische kust, zoals cumbia en champeta.

## Biografie
De band werd in 2005 in Bogotá gevormd en door oprichter Simón Mejía het Bomba Estéreo-project genoemd. Voor het eerste album vroeg hij de uit Santa Marta afkomstige  Liliana Saumet als zangeres en medetekstschrijfster. De invloed van Saumet was vooral het combineren van rap met traditionele zang van de Caribische kust. Na optredens met bevriende muziekgroepen als Calle 13, La 33 en Chocquibtown, bracht Bomba Estéreo eind 2008 het album Estalla uit.
In 2009 bracht de band de single Fuego uit. Deze song werd opgenomen als soundtrack van het computerspel FIFA 10. In 2010 werd Bomba Estéreo in de Iggy show op MTV verkozen als een van de 25 beste nieuwe bands ter wereld. De single Somos Dos belandde op 20 augustus 2017 op de hoogste positie in de Graadmeter van Pinguin Radio. Het lied is afkomstig van het twee jaar eerder uitgebrachte album Amanecer.

## Discografie

### Albums
- Volumen 1, 2006 (Polen Records)
- Estalla/Blow Up, 2008
- Elegancia tropical, 2012
- Amanecer, 2015 (Sony Music)
- Ayo, 2017 (Sony Music)
- Live in Dublin, 2019 (Nacional Records)
- Playa Grande, 2019. Met Sofi Tukker[3]
- Deja, 2021 (Sony Music)

### Ep
- Ponte Bomb, 2010 (Nacional Records)

### Videoclips
- Nieve en Cali (2006)
- Huepajé (2007)
- Corinto (2007)
- Caminito (2008)
- Fuego (2009)
- Agua salá (2010)
- La Boquilla (2010)
- Ponte Bomb (2011)
- La cumbia sicodélica (2011)
- El alma y el cuerpo (2012)
- Caribbean Power (2013)
- Pure' Love (2013)
- Bosque (2014)
- Qué bonito (2014)
- Pa' respirar (2014)
- Fiesta (2015)
- Somos dos (2015)
- Soy Yo (2016)
- Duele (2017)
- Internacionales (2017)
- Química  (Dance With Me) (2017)
- AmarAsí (2018)
- To my love (2015)
- Agua (2021)
- Deja (2021)